# Карамуслия
Карамуслия или Карамусли (срещат се и формите Кара Муслия и Кара Мусли, на турски: Karamesutlu) е село в Източна Тракия, Турция, Околия Бабаески, Вилает Лозенград.

## География
Селото се намира на 5 километра северно от град Бабаески.

## История
В 19 век Карамуслия е село в Бабаескийска кааза на Османската империя. В „Етнография на вилаетите Адрианопол, Монастир и Салоника“, издадена в Константинопол в 1878 година и отразяваща статистиката на населението от 1873 селото фигурира два пъти - веднъж като Карамесутли (Karamssoutly) със 75 домакинства и 315 жители гърци и втори път като Карамасли (Caramasly) като село със 71 домакинства и 30 жители мюсюлмани и 315 българи.
Според статистиката на професор Любомир Милетич в 1912 година в Карамусли живеят 91 български екзархийски семейства или 411 души смесени с турци.
При избухването на Балканската война в 1912 година един човек от Карамуслия е доброволец в Македоно-одринското опълчение.
Българското население на Карамуслия се изселва след Междусъюзническата война в 1913 година.

## Личности
Родени в Карамуслия
- Костадин Т. Чакъров (1874 – ?), македоно-одрински опълченец, 1 рота на Лозенградската партизанска дружина[4]